# Mary Anderson (1859-1940)
Mary Antoinette Anderson (Sacramento, California; 28 de julio de 1859 - Broadway, Inglaterra; 29 de mayo de 1940), fue una actriz de teatro estadounidense.

## Biografía
Su padre, un oficial al servicio de los Estados Confederados de América en la Guerra de Secesión, murió en 1863. Ella fue educada en diversas instituciones católicas y a la edad de trece años, con el asesoramiento de Charlotte Cushman, comenzó a estudiar teatro, haciendo su primera aparición en Louisville, Kentucky, en el papel de Julieta en 1875. Su notable belleza le conllevó un éxito inmediato, actuando en todas las grandes ciudades de Estados Unidos con una popularidad cada vez mayor. 
Entre 1883 y 1889 actuó en Londres e interpretó a Rosalind en la obra As You Like It, que se estrenó en el Teatro Shakespeare Memorial de Stratford-upon-Avon. Entre sus papeles principales se encuentran el de Galatea en las obras Pygmalion y Galatea de W. S. Gilbert, el de Clarice en Comedy and Tragedy o el de Julia en The Hunchback. 
En 1889 se retiró de los escenarios y en 1890 contrajo matrimonio con Antonio Fernando de Navarro, estableciéndose en Inglaterra.